# 17e division d'infanterie (Pologne)
Pour les articles homonymes, voir 17e division.
La  17e division d’infanterie est une division d'infanterie de l'armée polonaise de la Seconde Guerre mondiale.

## Théâtres d'opérations
- 1er septembre au 6 octobre 1939 : Campagne de Pologne